# Montreux ’75
Montreux ’75 — концертный альбом американской джазовой певицы Эллы Фицджеральд, записанный во время её выступления на джазовом фестивале в Монтрё 17 июля 1975 года. Во время концерта певице аккомпанировало трио Томми Флэнагана.

## Список композиций
| №                   | Название                           | Текст песни          | Музыка                         | Длительность |
| ------------------- | ---------------------------------- | -------------------- | ------------------------------ | ------------ |
| 1.                  | «Caravan»                          | Ирвинг Миллс         | Дюк Эллингтон, Хуан Тизол      | 2:20         |
| 2.                  | «Satin Doll»                       | Джонни Мёрсер        | Дюк Эллингтон, Билли Стрэйхорн | 2:37         |
| 3.                  | «Teach Me Tonight»                 | Джин Де Пол          | Сэмми Кан                      | 4:27         |
| 4.                  | «Wave»                             | Антонио Карлос Жобин | Антонио Карлос Жобин           | 5:02         |
| 5.                  | «It’s All Right With Me»           | Коул Портер          | Коул Портер                    | 2:49         |
| 6.                  | «Let’s Do It, Let’s Fall in Love»  | Коул Портер          | Коул Портер                    | 5:29         |
| 7.                  | «How High the Moon»                | Нэнси Гамильтон      | Морган Льюис                   | 6:20         |
| 8.                  | «The Girl from Ipanema»            | Винисиус ди Морайс   | Антонио Карлос Жобин           | 6:49         |
| 9.                  | «’Tain’t Nobody’s Bizness If I Do» | Эверетт Роббинс      | Портер Грейнджер               | 5:42         |
| Общая длительность: | Общая длительность:                | Общая длительность:  | Общая длительность:            | 41:35        |

## Участники записи
- Элла Фицджеральд — вокал.

Трио Томми Флэнагана:
- Томми Флэнаган — фортепиано.
- Кеттер Беттс — контрабас.
- Бобби Дурхэм — барабаны.